# Marcel Meyer de Stadelhofen (Sportschütze)
Marcel Meyer de Stadelhofen (* 15. März 1878 in Nyon; † 3. April 1973 in Genf) war ein Schweizer Sportschütze.

## Erfolge
Marcel Meyer de Stadelhofen nahm an den Olympischen Zwischenspielen 1906 in Athen in acht Disziplinen teil. In den vier Pistolen-Disziplinen im Einzel, in denen er antrat, verpasste er jeweils ebenso eine vordere Platzierung wie mit dem Militärgewehr auf 300 m und dem Militärgewehr aus dem Modelljahr 1874 auf 200 m. Mit dem Freien Gewehr siegte er im Einzel mit 30 Treffern, wobei letztlich seine Punktzahl von 243 Ringen den Ausschlag gab. Auf den Podiumsplätzen folgten Konrad Stäheli und Léon Moreaux mit 238 bzw. 234 Ringen. Auch in der Mannschaftskonkurrenz sicherte er sich mit dem Freien Gewehr die Goldmedaille, als die Schweizer Mannschaft, zu der neben Meyer de Stadelhofen noch Konrad Stäheli, Louis-Marcel Richardet, Alfred Grütter und Jean Reich zählten, den Wettbewerb vor Norwegen und Frankreich auf dem ersten Platz beendete.
Bei Weltmeisterschaften gewann Meyer de Stadelhofen insgesamt elf Medaillen. Siebenmal wurde er dabei Weltmeister, sämtliche Titel gewann er zwischen 1906 und 1914 mit der Mannschaft im Dreistellungskampf mit dem Freien Gewehr. Darüber hinaus wurde er 1912 in Biarritz mit dem Freien Gewehr Vizeweltmeister im knienden Anschlag und gewann bei derselben Veranstaltung Bronze im Einzel des Dreistellungskampfes. Seine übrigen beiden Medaillen, beides Bronzemedaillen mit dem Freien Gewehr, sicherte er sich 1907 in Zürich im Dreistellungskampf und 1909 in Hamburg im stehenden Anschlag.
Meyer de Stadelhofen bekleidete von 1906 bis 1909 das Präsidentenamt des Schweizerischen Radsportverbandes. 1912 war er eines der Gründungsmitglieder des Schweizerischen Olympischen Comités und war Vizepräsident in dessen ersten Vorstand. Von 1915 bis 1921 führte er das Komitee als Präsident. Er war von Beruf Rechtsanwalt. Von 1918 bis 1935 war er Mitglied im Genfer Kantonsparlament, ehe er zum Richter berufen wurde.